# Pyroxferroïte

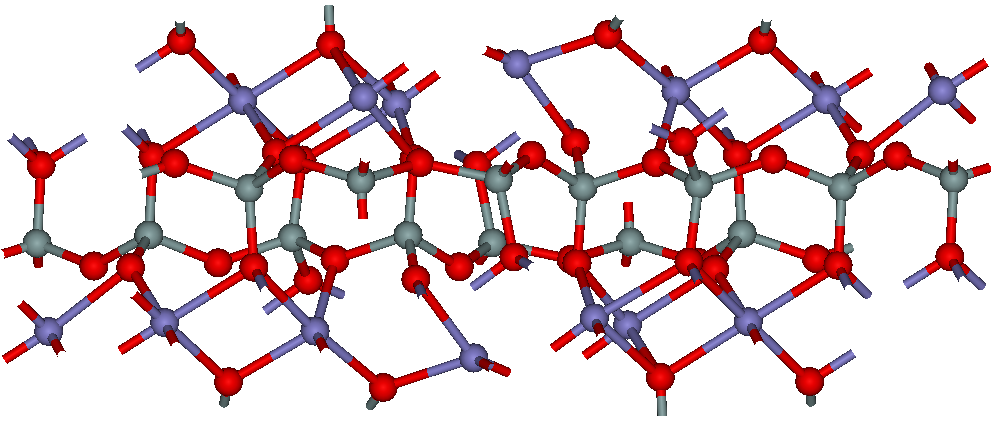
Structure de la pyroxferroïte : l'oxygène en rouge, le fer en bleu, le silicium en gris (le calcium étant peu présent, il n'est pas représenté).

La pyroxferroïte est un minéral de la famille des silicates (groupe des inosilicates), de formule (FeII,Ca)SiO3. C'est un minéral métastable dans les CNTP ; sa décomposition peut s'étaler sur plusieurs millions d'années. C'est l'un des trois minéraux découverts sur la Lune, avec l'armalcolite et la tranquillityite,.

## Étymologie
Pyroxferroïte vient de pyroxène (pyrox) et de ferrum (fer en latin).

## Occurrence
La pyroxferroïte a été découverte en 1969 dans des échantillons de roches lunaires en provenance de la Mer de la Tranquillité durant la mission Apollo 11. Il s'agit d'un des trois minéraux, avec l'armalcolite et la tranquillityite, à avoir été découvert dans un premier temps sur la Lune. La pyroxferroïte a ensuite été retrouvée dans des météorites lunaires et martiennes tombées à Oman. Sur Terre, elle est associée aux clinopyroxènes, plagioclases, ilménites, cristobalites, tridymites, fayalites, feldspaths potassiques ainsi qu'aux pyroxmangites. Dans les échantillons lunaires, la pyroxferroïte est associée avec ces mêmes minéraux et avec la troïlite, un minéral rare sur Terre mais commun sur Mars et la Lune. La présence de cristobalite et d'une structure vacuolaire dans les échantillons lunaires indiquent qu'ils ont une origine volcanique. La décomposition de la pyroxferroïte étant très lente à basse température (supérieur à trois milliards d'années), elle a pu subsister sur la Lune.
La pyroxferroïte a été trouvée à plusieurs endroits sur Terre comme dans la mine Isanago (préfecture de Kyoto au Japon), près de la ville d'Iva dans le comté d'Anderson et à Lapua en Finlande.

## Synthèse
Des cristaux de pyroxferroïte peuvent être synthétisés par la compression de clinopyroxène de formule Ca0,15Fe0,85SiO3 entre 10 et 17,5 kbar et à une température située entre 1130 et 1250 °C. Ces cristaux sont métastables à des conditions de pression et de température plus basse : en dessous de 10 kbar, la pyroxferroïte se décompose en un mélange d'olivine, de pyroxène et de dioxyde de silicium.